# Лілі Палмер
Лілі Марія Пейзер (нім. Lilli Marie Peiser), відома як Лілі Палмер (нім. Lilli Marie Peiser; 24 травня 1914, Познань, Німецька імперія — 27 січня 1986, Лос-Анджелес, США) — німецька акторка та письменниця. Номінантка премії «Золотий глобус» за роботу в фільмі «Але не для мене».
Її відомими роботами є фільми «В його приємній компанії», «Будинок, що кричить» та «Петро Великий». За роботу в європейських фільмах виграла Кубок Вольпі та Німецьку кінопремію.

## Життєпис
Народилася в сім'ї німецького єврея Альфреда Прайзера та австрійської єврейки Рози Лісман. Батько був хірургом, а мати — акторкою в місті Познань.
Коли Лілі Пейзер було чотири роки, її сім'я переїхала до берлінського району Шарлоттенбург. В шкільні роки вона професійно грала в настільний теніс, а також навчалася акторського мистецтва. З приходом нацистів до влади Пейзер через своє походження була змушена покинути Німеччину.
Її сестра, Ірен Прадор, також стала акторкою.
В 1943 році Палмер одружилася з Рексом Гаррісоном, але в 1957 вони розлучилися.
В 1957 році одружилася з актором Карлосом Томпсоном та була в шлюбі до своєї смерті від раку шлунка в 1946 році.
Лілі Палмер похована на цвинтарі «Форест-Лаун».

## Кар'єра
Приїхавши до Франції, Лілі Пейзер, взявши як псевдонім прізвище улюбленої акторки, виступила в опереті, але згодом переїхала до Великої Британії, де почала кінокар'єру. Вона виступає в кабаре та привертає увагу британських шукачів талантів. Згодом підписала контракт з французькою кіностудією «Ґомон», дебютувала у стрічці «Необмежена злочинність» та впродовж десятиріччя з'являлась у багатьох британських фільмах.
25 січня 1943 року одружилася з Рексом Гаррісоном та переїхала з ним до Голлівуду в 1945. Палмер підписала контракт з Warner Bros. та зіграла в кількох фільмах («Плащ і кинджал», «Тіло і душа»).
Час від часу вона з'являлась на сценах театрів та вела власну телевізійну передачу в 1951.
Разом з чоловіком Палмер зіграла у виставі «Чорна магія на Мангеттені». Також вони зіграли в мелодрамі «Довгий темний вестибюль» та екранізації вистави «Ліжко з балдахіном». За останню роботу Палмер виграла Кубок Вольпі.
В 1954 році Палмер повернулася до Німеччини, де грала в багатьох фільмах та телевізійних передачах. За роль Анни Андерсон у фільмі «Історія Анастасії».
1958 року вона зіграла Елізабет фон Бернбург в ремейці фільму «Дівчата в уніформі» 1931-го.
Разом із Фредом Астером та Деббі Рейнольдс Палмер зіграла у фільмі «В його приємній компанії» 1961 року, а 1962 року — разом із Вільямом Голденом у військовому фільмі «Фальшивий зрадник». Роберт Тейлор зіграв із Палмер у фільмі «Чудо білого жеребця».
У 1975 році Лілі Палмер опублікувала мемуари «Змінити омарів і танці». Спогади Вівіан Маталон і Ноеля Коуарда (Маталон режисувала Палмер в прем’єрі трилогії Боуарда «Сюїта в трьох ключах» 
у 1966) також описують Лілі Палмер. У 1978 році вона написала повний художній твір, представлений як роман, «Червоний ворон».

## Нагороди та номінації
- Кубок Вольпі (1953)
- Німецька кінопремія (1956)
- Німецька кінопремія (1957)
- Премія «Золотий глобус» за найкращу жіночу роль — комедія або мюзикл (1959)
- Золота камера (1972)
- Голлівудська алея слави
- Орден «За заслуги перед Федеративною Республікою Німеччина» (1974)
- Німецька кінопремія (1978)
- Премія «Золотий глобус» за найкращу жіночу роль другого плану серіалу, мінісеріалу або телефільму (1986)

## Фільмографія
- Необмежена злочинність
- Вовче вбрання
- Перше правопорушення
- Секретний агент
- Доброго ранку, хлопці
- Великий бар'єр
- Виступ за наказом
- Файний легінь
- Дівчина має жити
- Сліпа дурість
- Захід сонця у Відні
- Двері з сімома замками
- Громова скеля
- Слабка стать
- Її чоловік Гілбі
- Знаменитий джентльмен
- Остерігайся співчуття
- Плащ і кинджал
- Тіло і душа
- Моя дівчина Тіса
- Без найменших недоліків
- Грішне місто
- Довгий темний вестибюль
- Ліжко з балдахіном
- Дорога до Бродвею
- Феєрверк
- Диявол у шовку
- Приборкання норовливих
- Історія Анастасії
- Між часом та вічністю
- Штормова ніч
- Скляна башня
- Жінка, яка знає чого хоче
- Монпарнас, 19
- Дівчата в уніформі
- Життя на двох
- Але не для мене
- Професія місіс Варрен
- Серця під прикриттям
- В його приємній компанії
- Кінець місіс Чейни
- Ви вважаєте, що Констанція себе пристойно поводить?
- Левіафан
- Фальшивий зрадник
- Зустріч опівночі
- Чарівна Юлія
- Секс може бути складним
- Чудо білого жеребця
- Бета СОМ